# Archivio di Stato di Grosseto
L'Archivio di Stato di Grosseto è l'ufficio periferico del Ministero della Cultura che a norma di legge conserva la documentazione storica prodotta dalle amministrazioni periferiche dello Stato nella provincia di Grosseto.

## Storia
L'archivio fu istituito con decreto ministeriale del 22 febbraio 1958, come sezione dell'Archivio di Stato di Siena, ed ebbe sede in un edificio di proprietà provinciale in via Damiano Chiesa 53. Le prime attività iniziarono sotto la guida del direttore Vittorio Petroni e furono impegnate nella ricostruzione del nucleo documentario attraverso le fonti storiche, disperse anche a causa degli eventi bellici e dell'alluvione del 1944.
Il 30 settembre 1963, con decreto del presidente della Repubblica n° 1409, l'ente assunse la piena autonomia giuridica. Nel 1969 l'archivio si trasferì in alcuni locali in via Monterosa 35, anch'essi provvisori, e trovò infine definitiva sistemazione nel 1980, anno in cui gli venne assegnato il palazzo Moschini, già sede delle Poste, nel centro storico in piazza Socci. Dopo una serie di lavori di adeguamento dello stabile, la sede dell'Archivio di Stato venne inaugurata nel maggio 1983.

## Patrimonio
L'archivio dispone di un patrimonio storico di circa 50 000 unità, dalla metà del XVIII fino al XX secolo. Documenti più antichi sono conservati in alcuni fondi archivistici, come quello degli Estimi e delle Magistrature giudiziarie, e delle comunità locali: di particolare rilievo sono dodici pergamene dell'area di Civitella Paganico datate dal 1335 al 1520.
Degno di nota è il patrimonio documentario del Granducato di Toscana, a partire dall'istituzione della Provincia senese inferiore del 1766 che elevava Grosseto a rango di capoluogo, fino alla Restaurazione passando per la dominazione napoleonica. Si conserva la documentazione relativa all'Ufficio dei fossi e delle coltivazioni, alla Camera di soprintendenza comunitativa, all'Ufficio di bonificamento delle Maremme, al Commissario della provincia, all'Ufficio del genio civile, alla Prefettura granducale e alle magistrature e atti giudiziari.
L'istituto possiede anche una biblioteca di circa 9 700 volumi.

## Direttori
- Vittorio Petroni (1958-1972)
- Serafina Bueti (1977-2002)
- Maddalena Corti (2002-2017)
- Angelo Allegrini (2017-2022) ad interim
- Eloisa Azzaro (dal 2022)